# Esclarmonde de Foix

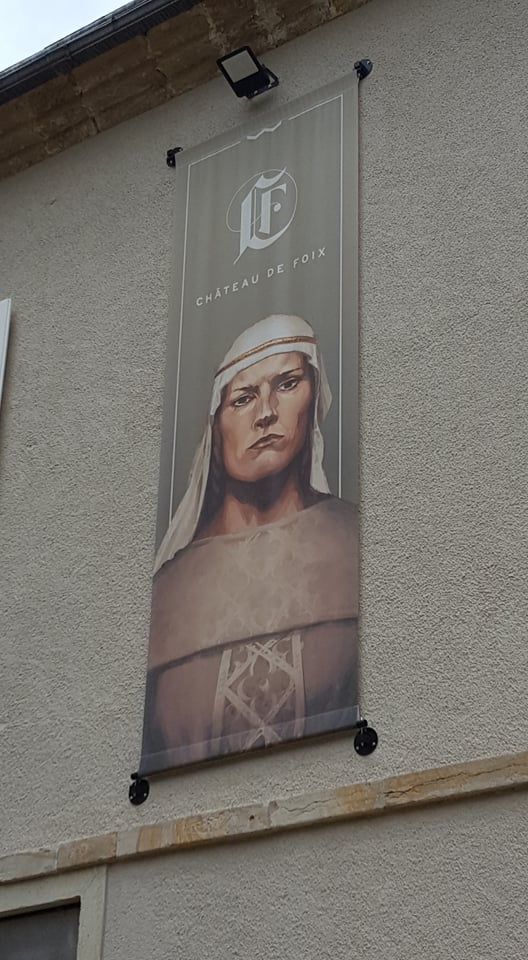
Retrato de Esclarmonde de Foix expuesto en el castillo de Foix.

Esclarmonde de Foix (?- 1215), en occitano Esclarmonda de Fois y también conocida como La dama blanca fue una noble occitana de la dinastía feudal del condado de Foix y una de la máximas figuras de la iglesia cátara durante los siglos XII y XIII en el Midi francés.
Hija del conde Roger Bernardo I de Foix y hermana de Raimundo Roger de Foix, fue dada en matrimonio al señor de L'Isle-Jourdain, Jourdain III, unión de la que nacieron varios hijos.